# アクマで愛してる!
『アクマで愛してる!』（アクマであいしてる!）は、池ノ上たまこによる日本の漫画作品。

## 概要
『なかよし』（講談社）において、1995年連載された。全1話。恋愛をテーマの少女漫画にします

## あらすじ
サカモトが好きな署長のために努力した悪魔の仕事。

## 登場人物
サカモト
本作の主人公。悪魔ですが。心はとてもやさしいです
署長（しょちょう）
サカモトの好きな人。

## 書誌情報
池ノ上たまこ 『アクマで愛してる!』 講談社〈講談社コミックスなかよし〉、全1巻
- 1巻、1995年10月6日発行、ISBN 978-4-06-178817-6
  - 作者初の講談社コミックスです。「疫病神のラブソング」「アクマでお仕事!」「つかまえてエイリアン」「あぶない転校生」「じゅもんはリップ!」が同時収録されている。